# یووراج
یووراج (به انگلیسی: Yuvvraaj) فیلمی محصول سال ۲۰۰۸ و به کارگردانی سوبهاش گای است. در این فیلم بازیگرانی همچون سلمان خان، کاترینا کایف، آنیل کاپور، زاید خان، آنجان سیرواستاو، بومان ایرانی، میتون چاکرابورتی ایفای نقش کرده‌اند.

## داستان
فردی به نام دون یوراج(سلمان خان) عاشق دختری به نام انوشکا بانتون (کاترینا کایف) است و می‌خواهد با او ازدواج کند اما به دلیل مخالفت پدر انوشکا یعنی دکتر بانتون(بومان ایرانی) با مشکل مواجه می‌شود.دکتر بانی دلیل مخالفتش را عدم رابطه دون با پدر و خانواده خودش می داند و می گوید چنین کسی تعهدی به خانواده اش ندارد.دون سال‌ها پیش با پدرش دچار مشکل شده و خانه و خانواده را ترک کرده است.
چند روز بعد دون یووراج از خبر مرگ پدرش مطلع می‌شود، پدر او فردی ثروتمند است و حالا باید ثروت عظیمی به او و ۲ برادرش برسد.او برای دریافت سهم الارث خود پس از سال‌ها با خانواده‌اش مراجعه می‌کند اما پس از خواندن وصیت متوجه می‌شوند اکثر این ثروت به برادر او که گانیش(آنیل کاپور) نام دارد و کمی کم عقل به نظر می رسد رسیده است و دون و دنی(زاید خان) سهم کمی به ارث برده‌اند و همچنین قیم گانیش هم دایی آن‌ها است .
دون و دنی تصمیم می‌گیرند تا با محبت به گانیش ثروت را به چنگ آورند در نهایت این محبت منجر به دوستی واقعی بین این سه نفر می‌شود.سپس مشخص می‌شود که تمام این کارها را دایی آن‌ها انجام داده تا صاحب این ثروت شوند و در پایان هنگامی که دایی با ریختن سم در اسپریی که گانیش از آن استفاده می کند قصد کشتن او را دارد، گانیش مسموم می شود اما دون او را به سرعت به بیمارستان انتقال می دهد و به کمک دکتر بانتون جان گانیش را نجات می دهد و پلیس ها هم دایی را دستگیر می کنند.
دکتر بانتون هم وقتی می بیند که دون یوراج با برادرانش به دوستی رسیده و معنی خانواده را فهمیده است با ازدواج دخترش با دون موافقت می‌کند.
فیلم با یک ترانه که میکس تمام ترانه های فیلم است به پایان میرسد  و گروه فیلم برداری و تولید را هم نشان می دهد.